# Восточный Китай

Восточный регион в Китайской Народной Республике

 Восточный Китай  (кит. 华东, пиньинь Huádōng) — географическая область, которая охватывает восточную прибрежную зону Китая.
Она определяется правительством КНР для включения провинций (в алфавитном порядке): Аньхой, Фуцзянь, Цзянсу, Цзянси, Шаньдун и Чжэцзян, а также муниципалитет в Шанхае.
КНР претендует на провинцию Тайвань и часть провинции Фуцзянь, которые определены как часть восточного Китая в КНР. Тем не менее, они введены в Китайскую Республику, также известную как «Тайвань».[проверить перевод]

## Административно-территориальное деление

### Провинции
| Имя     | Китайский (S) | Пиньинь  | Сокращение | Столица (省會/shěnghuì) | Китайский | Пиньинь  | Список уездных подразделений |
| ------- | ------------- | -------- | ---------- | ----------------------- | --------- | -------- | ---------------------------- |
| Аньхой  | 安徽          | Ānhuī    | 皖 wǎn     | Хэфэй                   | 合肥      | Héféi    | Список уездных подразделений |
| Фуцзянь | 福建          | Fújiàn   | 闽 mǐn     | Фучжоу                  | 福州      | Fúzhōu   | Список уездных подразделений |
| Цзянсу  | 江苏          | Jiāngsū  | 苏 sū      | Нанкин                  | 南京      | Nánjīng  | Список уездных подразделений |
| Цзянси  | 江西          | Jiāngxī  | 赣 gàn     | Наньчан                 | 南昌      | Nánchāng | Список уездных подразделений |
| Шаньдун | 山东          | Shāndōng | 鲁 lǔ      | Цзинань                 | 济南      | Jǐnán    | Список уездных подразделений |
| Чжэцзян | 浙江          | Zhèjiāng | 浙 zhè     | Ханчжоу                 | 杭州      | Hángzhōu | Список уездных подразделений |

### Муниципалитет
| Имя    | Китайский (S) | Пиньинь  | Сокращение | Список административных единиц |
| ------ | ------------- | -------- | ---------- | ------------------------------ |
| Шанхай | 上海          | Shànghǎi | 沪 hù      | Список административных единиц |

### Спорные провинции
Претензии КНР — *
Претензии Китайской республики — **
| Имя                | Китайский (S) | Пиньинь | Сокращение | Столица (省會/shěnghuì) | Китайский        | Пиньинь                    | список уездных подразделений                                 |
| ------------------ | ------------- | ------- | ---------- | ----------------------- | ---------------- | -------------------------- | ------------------------------------------------------------ |
| Фуцзянь* Фуцзянь** | 福建          | Fújiàn  | 闽 mǐn     | Фучжоу* Чиньчэнь**      | 福州* 金城**     | Fúzhōu* Jīnchéng**         | Список уездных подразделений* Список уездных подразделений** |
| Тайвань** Тайвань* | 台灣          | Táiwān  | 台 tái     | Чжун Син** Тайбэй*      | 中兴新村** 台北* | Zhōngxīng Xīncūn** Táiběi* | Список административных единиц**                             |